# Parlament de la Regió de Brussel·les-Capital
El Parlament de la Regió de Brussel·les-Capital (francès: Parlement de la Région de Bruxelles-Capitale, neerlandès: Parlement van het Brusselse Hoofdstedelijke Gewest), és l'assemblea legislativa de la Regió de Brussel·les-Capital, una de les tres regions de Bèlgica. També és conegut com a Parlament Regional de Brussel·les (francès: Parlement Bruxellois, neerlandès: Brussels Hoofdstedelijk Parlement).

## Composició
Des de les eleccions regionals belgues de 2004, el parlament de Brussel·les és compost per 89 diputats elegits per sufragi universal per un període de 5 anys. Els diputats regionals de Brussel·les són repartits entre dos grups lingüístics: el grup lingüístic francòfon (que forma la Comissió Comunitària Francesa o COCOF) que compta amb 72 electes sobre les llistes francòfones i el grup lingüístic neerlandès (formant la Vlaamse Gemeenschapscommissie o COCON) que compta amb 17 provinent de les llistes neerlandòfones.
Els candidats a les eleccions han d'indicar el grup lingüístic al qual pertanyen i mai no el poden canviar, fins i tot en eleccions posteriors. És l'idioma de la targeta d'identificació la que determina la filiació lingüística dels candidats. Els electes prestaran jurament en l'idioma del seu grup lingüístic. No pot haver una llista bilingüe.
Després de les eleccions regionals, tots els vots dels electors que estan en les llistes relacionades amb el mateix grup lingüístic són valorades segons la regla D'Hondt per a la distribució dels escons. Es permet la creació de llistes de coalició dins el mateix grup lingüístic.
Si un diputat és nomenat ministre o secretari d'Estat de la Regió de Brussel·les-Capital, automàticament ocupa el seu escó un membre suplent mentre ocupi el càrrec. Des de la darrera reforma de l'Estat (juny de 2001), els suplents gaudeixen de la condició de membres del Parlament durant la durada del mandat executiu.

## Resultats de les eleccions al Parlament de Brussel·les
| Resultat de les eleccions regionals de 1995 | Resultat de les eleccions regionals de 1999 | Resultat de les eleccions regionals de 2004 |
| Resultat de les eleccions regionals de 2007 | Resultat de les eleccions regionals de 2009 |                                             |

## Competències
Per satisfer les necessitats de la població regional, el govern federal assigna dos milions d'euros per als diferents serveis regionals que són: urbanisme, habitatge, transport públic regional, obres públiques, política econòmica i exterior, treball i protecció mediambiental, neteja, aspectes regionals de l'energia, reglaments orgànics dels poders locals, investigació científica, agricultura i relacions internacionals en aquestes matèries.
Els diputats regionals de Brussel·les també tracten qüestions que eren competència de l'antiga aglomeració de Brussel·les, és a dir, la lluita contra els incendis, l'atenció mèdica d'emergència, el tractament i recollida d'escombraries, els taxis.